# Deutsche Leichtathletik-Hallenmeisterschaften 1971
Die 18. Deutschen Leichtathletik-Hallenmeisterschaften wurden am 26. und 27. Februar 1971 in der Kieler Ostseehalle ausgetragen.
Das 10.000-Meter-Gehen der Männer wurde am 21. Februar in Hamburg ausgetragen.

## Medaillengewinner Männer
| Disziplin      | Gold                                                                                     | Leistung    | Silber                                                                         | Leistung    | Bronze                                                                        | Leistung    |
| -------------- | ---------------------------------------------------------------------------------------- | ----------- | ------------------------------------------------------------------------------ | ----------- | ----------------------------------------------------------------------------- | ----------- |
| 70 m           | Jobst Hirscht (SV Polizei Hamburg)                                                       | 5,64 s      | Gernot Hirscht (SV Polizei Hamburg)                                            | 5,67 s      | Gert Metz (USC Mainz)                                                         | 5,68 s      |
| 200 m          | Manfred Letzelter (USC Mainz)                                                            | 22,0 s      | Edgar Krüger (LG ESV/PSV Essen)                                                | 22,2 s      | Harald Leidicke (SC Charlottenburg)                                           | 22,5 s      |
| 400 m          | Peter Bernreuther (DJK Würzburg)                                                         | 48,8 s      | Hans Reinermann (OSC Dortmund)                                                 | 48,9 s      | Horst Haßlinger (LAC Quelle)                                                  | 49,0 s      |
| 800 m          | Godehard Brysch (LG PSV/WSV Wuppertal)                                                   | 1:52,5 min  | Dieter Friedrich (Hannover 96)                                                 | 1:53,0 min  | Bernd Epler (Hamburger SV)                                                    | 1:53,4 min  |
| 1500 m         | Harald Norpoth (LG Ratio Münster)                                                        | 3:45,6 min  | Paul-Heinz Wellmann (TV 1885 Haiger)                                           | 3:47,8 min  | Frank Thomé (ASV Köln)                                                        | 3:48,1 min  |
| 3000 m         | Jürgen May (LG Kreis Hanau)                                                              | 8:08,6 min  | Paul Angenvoorth (FC Bayer 05 Uerdingen)                                       | 8:09,0 min  | Ulrich Brugger (Stuttgarter Kickers)                                          | 8:13,0 min  |
| 50 m Hürden    | Günther Nickel (SV Bayer 04 Leverkusen)                                                  | 6,48 s      | Eckart Berkes (USC Mainz)                                                      | 6,49 s      | Manfred Schumann (SV Bayer 04 Leverkusen)                                     | 6,64 s      |
| 4 × 400 m      | TV Wattenscheid 01Karl-Hermann Tofaute Hermann Schnieders Ernst Oppermann Hermann Köhler | 3:17,9 min  | VfB StuttgartHans-Dieter Hübner Helmar Müller Ulrich Strohhäcker Herbert Moser | 3:18,0 min  | LG PSV/WSV WuppertalHubert Schwan Godehard Brysch Wilfried Eich Norbert Mosch | 3:21,6 min  |
| 3 × 1000 m     | LG Ratio MünsterNorbert Kepp Manfred Arntz Franz-Josef Kemper                            | 7:18,8 min  | LAC QuelleKarl-Heinz Schirmeier Hans-Lothar Thomann Heinz Mörtl                | 7:19,8 min  | TV Wattenscheid 01Heinrich Schwarz Hans-Dieter Schulten Manfred Lubba         | 7:20,0 min  |
| 10.000 m Gehen | Wilfried Wesch (Eintracht Frankfurt)                                                     | 44:34,4 min | Bernd Kannenberg (LAC Quelle)                                                  | 44:56,6 min | Heinz Mayr (LG Salzgitter)                                                    | 46:02,2 min |
| Hochsprung     | Thomas Zacharias (USC Mainz)                                                             | 2,20 m      | Ingomar Sieghart (TSV 1860 München)                                            | 2,20 m      | Gunther Spielvogel (SV Bayer 04 Leverkusen)                                   | 2,14 m      |
| Stabhochsprung | Hans-Jürgen Ziegler (KSV Hessen Kassel)                                                  | 5,10 m      | Heinfried Engel (USC Mainz)                                                    | 5,10 m      | Ulrich Steinacker (SV Bayer 04 Leverkusen)                                    | 4,90 m      |
| Weitsprung     | Hans Baumgartner (TV Heppenheim)                                                         | 7,91 m      | Andreas Gloerfeld (ASV Köln)                                                   | 7,78 m      | Hans Schicker (LG Stiftland)                                                  | 7,77 m      |
| Dreisprung     | Michael Sauer (USC Mainz)                                                                | 16,75 m     | Harald Strutz (USC Mainz)                                                      | 16,04 m     | Joachim Kugler (USC Mainz)                                                    | 15,61 m     |
| Kugelstoßen    | Ralf Reichenbach (OSC Berlin)                                                            | 18,48 m     | Reinhard Vogt (Hamburger SV)                                                   | 18,02 m     | Ferdinand Schladen (LC Bonn)                                                  | 18,00 m     |

## Medaillengewinner Frauen
| Disziplin   | Gold                                                                            | Leistung   | Silber                                                           | Leistung   | Bronze                                                                            | Leistung   |
| ----------- | ------------------------------------------------------------------------------- | ---------- | ---------------------------------------------------------------- | ---------- | --------------------------------------------------------------------------------- | ---------- |
| 60 m        | Annegret Irrgang (LG Brechten-Brambauer)                                        | 6,21 s     | Heidemarie Rosendahl (TuS 04 Leverkusen)                         | 6,31 s     | Annelie Wilden (LC Bonn)                                                          | 6,40 s     |
| 200 m       | Annegret Kroniger (USC Mainz)                                                   | 24,5 s     | Annelie Wilden (LC Bonn)                                         | 24,9 s     | Christine Tackenberg (1. FC Nürnberg)                                             | 25,2 s     |
| 400 m       | Inge Bödding (LG Nord-West Hamburg)                                             | 54,6 s     | Gisela Ahlemeyer (MSV Duisburg)                                  | 55,0 s     | Gisela Ellenberger (TuS 04 Leverkusen)                                            | 55,1 s     |
| 800 m       | Hildegard Falck (VfL Wolfsburg)                                                 | 2:03,3 min | Christa Merten (SV Bayer 04 Leverkusen)                          | 2:03,9 min | Hannelore Heyn (TSV Tempelhof-Mariendorf)                                         | 2:07,3 min |
| 1500 m      | Sylvia Schenk (ESV Jahn Treysa)                                                 | 4:30,7 min | Regine Schoch (Eintracht Frankfurt)                              | 4:37,9 min | Christine Klemme (LG Göttingen)                                                   | 4:37,9 min |
| 50 m Hürden | Heidemarie Rosendahl (TuS 04 Leverkusen)                                        | 7,05 s     | Margit Bach (SV Bayer 04 Leverkusen)                             | 7,10 s     | Manon Bornholdt (SV Bayer 04 Leverkusen)                                          | 7,13 s     |
| 4 × 150 m   | TuS 04 LeverkusenRita Wilden Jutta Kahmeier Ursula Schruff Heidemarie Rosendahl | 1:13,3 min | LC BonnJutta Heine Elvira Possekel Ulla Zablinski Annelie Wilden | 1:13,9 min | Essener SV 1899Brigitte Killius Bärbel Oelmann Ursula Leuschner Christa vom Eyser | 1:14,4 min |
| Hochsprung  | Angelika Willer (Wentorf-Reinbeker SC)                                          | 1,72 m     | Karin Wagner (USC Mainz)                                         | 1,72 m     | Charlotte Marx (USC Mainz)                                                        | 1,69 m     |
| Weitsprung  | Heidemarie Rosendahl (TuS 04 Leverkusen)                                        | 6,68 m     | Heidi Schüller (TuS 04 Leverkusen)                               | 6,52 m     | Brigitte Roesen (OSC Dortmund)                                                    | 6,41 m     |
| Kugelstoßen | Marlene Fuchs (TSC Euskirchen)                                                  | 16,88 m    | Liesel Westermann (TuS 04 Leverkusen)                            | 16,37 m    | Sigrun Kofink (LG Tübingen)                                                       | 16,22 m    |